# Варегем (футбольний клуб)
«Варегем» (нід. Koninklijke Sportvereniging Waregem) — бельгійський футбольний клуб з Варегема, заснований 1925 року. Домашні матчі проводив на стадіоні «Регенбоогстадіон». 2001 року злився з командою «Зюлте» з сусіднього міста у єдину команду «Зюлте-Варегем».

## Історія
Утворений клуб у 1925 році під назвою «Варегем Спортіф» (фр. Waereghem Sportif). У 1945 році написання з французького змінилося на нідерландське (нід. Waregem Sportief). Українська назва клубу не змінилася. У 1946 році, об'єднавшись з ще однією варегемською командою «Ред Стар Варегем», був утворений безпосередньо S. V. Waregem. У 1951 році команда отримала титул «Королівський» (нід. Koninklijke), оскільки витримала випробування часом — проіснувавши вже чверть століття. 
У 1963 році клуб став учасником другого Дивізіону, а з 1966 по 1972, з 1973 по 1994 і в 1995/96 роках виступав в елітному бельгійському дивізіоні. Найкращим результатом в ці періоди стало 4 місце в сезонах 1967/68, 1984/85 і 1992/93 років.
У 1974 році «Варегем» виграв Кубок Бельгії, був учасником фіналу Кубка у 1982 році. В цьому ж році клуб переміг у Суперкубку Бельгії у 1982 році. 
1996 року «Варегем» остаточно вилетів у Другий Дивізіон. У 1999 році сталося ще одне пониження — до 3-го Дивізіону. Команда відчувала серйозні фінансові проблеми і в 2001 році відбулося об'єднання з «Зюлте» в єдиний клуб «Зюлте-Варегем». 
Нова команда була зареєстрована в Зюлте, там же розташований і офіс команди, але грати продовжила на стадіоні «Варегема» в Варегемі — «Регенбоогстадіоні» (нід. Regenboogstadion), що на нідерландському означає «Райдужний стадіон».

## Досягнення
Кубок Бельгії:
- Володар (1): 1973/74
- Фіналіст (1): 1981/82

Суперкубок Бельгії:
- Володар (1): 1982

Другий дивізіон:
- Чемпіон (2): 1965/66, 1994/95